# 米隆堡站
米隆堡站，是法国的一个铁路车站，位于法国北部市镇米隆堡。

## 位置
米隆堡站位于拉菲尔特米隆市区的中部，乌尔克河右岸。车站大致呈西南-东北走向，开口朝西北。

## 设施
米隆堡站设有人工售票窗口，其开放时间为每天5:30~12:20和12:50~19:30。

## 历史
米隆堡站于1885年投入使用。2016年4月3日起，该站以东前往兰斯方向的TER列车因客流不足而停运。

## 站台设置
| 北↑    |             |        |
|        |             | 存车线 |
| 1道    |             |        |
|        | 岛式        |        |
| 2Bis道 |             |        |
| 2道    |             |        |
|        | 侧式 主站房 |        |
| 南↓    |             |        |

## 停靠线路
以下列车线路在米隆堡站停靠：
| 米隆堡站列车线路表 |           |                  |          |              |
| 线路               | 车种      | 上一站           | 下一站   | 大致运行频率 |
| 巴黎—米隆堡        | [T] · [P] | 乌尔克河畔马勒伊 | （终点） | 每天1~2趟    |
| 莫城—米隆堡        | [T] · [P] | 乌尔克河畔马勒伊 | （终点） | 每天18趟左右 |
| 1. 2.              |           |                  |          |              |

## 配套交通

### 长途客车
| 停靠米隆堡站的大巴车 |                     |                                                                                                  |
| 上下车地点           | 运营单位            | 主要目的地                                                                                       |
| 米隆堡市区内各地     | 埃纳省城际客运 CITA | 米隆堡附近主要市镇 （页面存档备份，存于）                                                        |
| 米隆堡站门口         | 莫城城市公共交通    | - 65路：莫城                                                                                     |
| 米隆堡站门口         | SNCF Car TER        | - 9号线：韦勒河畔巴佐什、菲姆 - 当铁路线施工或罢工时，SNCF可能也会提供途径该线路沿途站点的大巴车 |
| 1. 2. 3. 4.          |                     |                                                                                                  |

### 市内交通
米隆堡站附近暂无城市公共交通线路。

### 社会车辆
米隆堡站门口设有社会车辆停车场。

## 临近车站
| 米隆堡站（Gare de La Ferté-Milon）                                                           |                      |              |
| 上行车站                                                                                     | 线路                 | 下行车站     |
| 乌尔克河畔马勒伊站                                                                           | 特里波尔－巴佐什铁路 | 讷伊圣弗隆站 |
| - 划线为已关闭的铁路车站。特里波尔－巴佐什铁路米隆堡站以东的路段已于2016年4月3日起全线关闭。 |                      |              |